# Ящурова (Підкарпатське воєводство)
Ящурова (пол. Jaszczurowa) — село в Польщі, у гміні Вішньова Стрижівського повіту Підкарпатського воєводства.
Населення — 323 особи (2011).
У 1975-1998 роках село належало до Ряшівського воєводства.

## Демографія
Демографічна структура станом на 31 березня 2011 року:
|          | Загалом | Допрацездатний вік | Працездатний вік | Постпрацездатний вік |
| -------- | ------- | ------------------ | ---------------- | -------------------- |
| Чоловіки | 162     | 40                 | 109              | 13                   |
| Жінки    | 161     | 43                 | 83               | 35                   |
| Разом    | 323     | 83                 | 192              | 48                   |